# Duffel
Duffel è un comune belga di 16 140 abitanti nelle Fiandre (Provincia di Anversa).
Vi ha avuto origine il tessuto di lana "duffel", usato per confezionare cappotti e altri capi invernali, tra cui il montgomery, noto in inglese come "duffel coat".